# Закон о чистоте пива

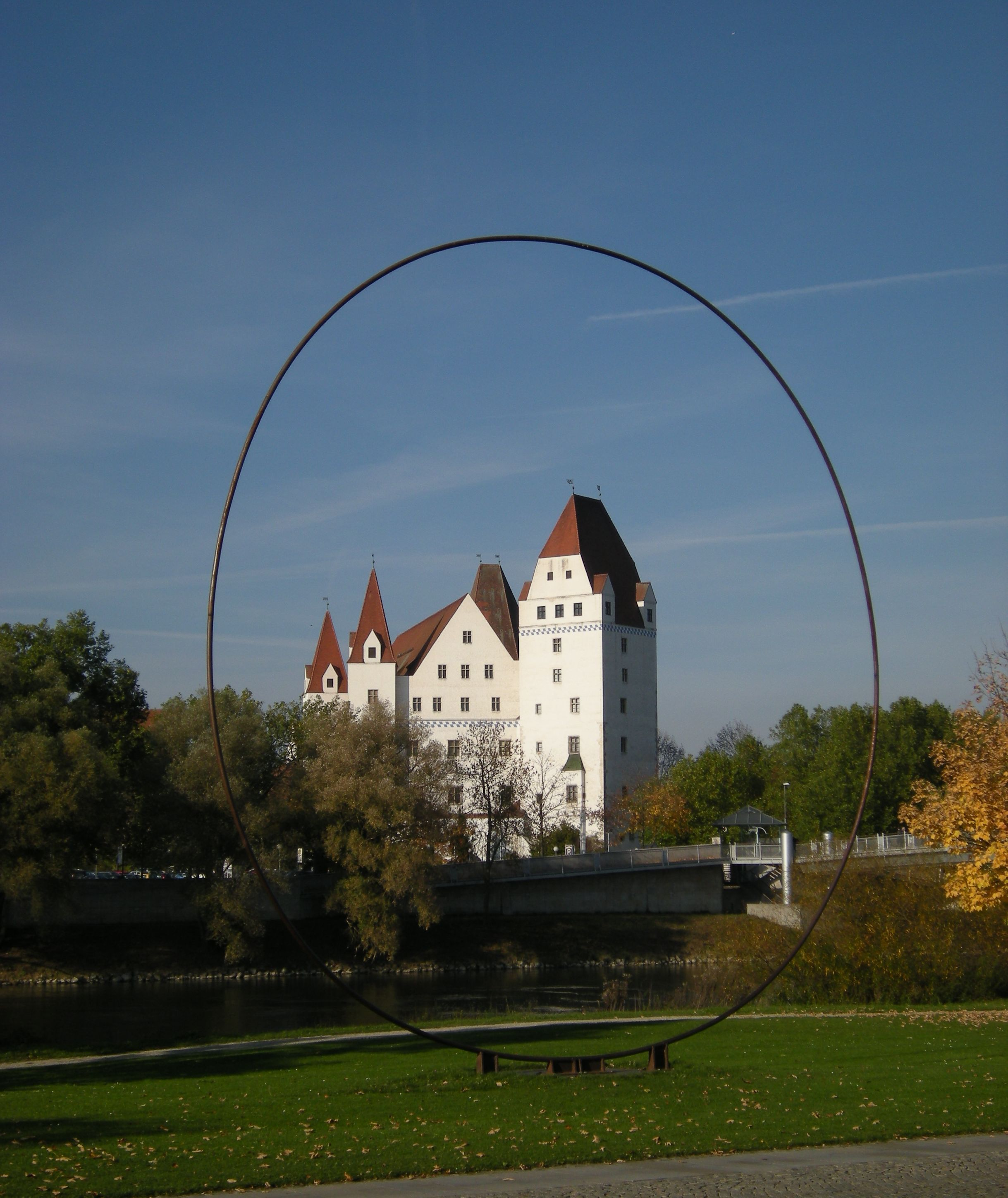
Замок баварских герцогов в Ингольштадте

Райнхайтсгебот (нем. Reinheitsgebotо файле, то есть «требование к чистоте»; до 1918 г. именовался Surrogatverbot) — закон о правилах производства пива и торговли им, изданный баварским герцогом Вильгельмом IV в Ингольштадте 23 апреля 1516 года.
В современности из всего свода положений закона наиболее известен пункт о том, что для производства пива должны использоваться лишь три ингредиента: вода, солод и хмель. Упоминание о законе используется в целях маркетинга современными производителями пива как некое подтверждение чистоты продукта; при этом довольно редко упоминается разрешённый законом тип солода — ячменный, что позволяет подвести под эти правила также и пшеничные сорта пива.
В модифицированном виде правило 1516 года продолжает действовать в отношении классического лагера, сваренного на территории Германии для потребления в этой стране: для современного ячменного лагера допускается применение хмеля и его экстрактов, соложёного ячменя, воды и дрожжевых культур. При варке иных видов пива теперь разрешено использование и других ингредиентов.

## Предыстория
Закон «о чистоте пива» имеет более чем 500-летнюю историю. Мюнхенские власти стали контролировать деятельность пивоварен в 1363 году, причём первое упоминание об использовании в пивоварении только ячменного солода, хмеля и воды датируется 1453 годом.
Ещё раньше состав пива был регламентирован в Аугсбурге (1158), Париже (1268) и Нюрнберге (1293), однако соответствующие документы не сохранились. В 1351 году в Эрфурте было издано внутреннее распоряжение об использовании в пивоварении только определённых ингредиентов; текст этого документа сохранился. Аналогичное эрфуртскому распоряжение, изданное в Вайсензее в 1434 году, было найдено в средневековом Руннебурге неподалёку от Эрфурта в 1999 году.
В 1505 году закончился очередной этап феодальных междоусобиц, приведший к воссоединению баварских земель. Баварским герцогом была начата реформа по унификации законодательства, которую завершали его сыновья на троне. Reinheitsgebot стал частью нового баварского права.

## Задачи и содержание Пивного закона 1516 года
Издание закона о пиве было призвано стабилизировать цены на рынке хлеба. Закон запрещал использование для варки пива годного хлебопекарного зерна (а именно пшеницы и ржи), что должно было снизить спрос на зерно со стороны пивоваров и, следственно, снизить цены на хлеб. Запрещалось пивоварение и в летний, наиболее дефицитный по продовольствию период, перед очередным осенним урожаем злаков. Запрет варить пиво из пшеницы мог также объясняться соображениями протекционизма, так как пшеничные сорта традиционно завозились во владения Виттельсбахов от соседей. После издания нового закона баварские герцоги стали обогащаться за счёт продажи избранным пивоварням специальных разрешений (лицензий) на производство пшеничного пива.
Следующей задачей, решённой законом, стал запрет древней традиции использования пивоварами грюйта с весьма спорными добавками из белладонны и полыни, а также других пищевых добавок из копоти, крапивы и даже бeлены, чтобы продлить срок годности пива или замаскировать дефекты вкуса.
Единственные разрешенные в 1516 году ингредиенты для изготовления баварского пива — вода, зерно ячменя и хмель. Соложение или отсутствие соложения для зерна никак не упомянуты в тексте закона. Дрожжи (без которых невозможен процесс брожения) также никак не упомянуты в тексте, так как не были ещё известны науке в силу своего микроскопического размера: вместо добавления в чаны специальной культуры дрожжей в то время для брожения применялись «дикие» дрожжи, оставшиеся на поверхности чанов от прошлых циклов производства.
Уже в XVI веке список допустимых ингредиентов стал расширяться за счёт включения пряных ароматизаторов (кориандр, лавровый лист и т. д.). В 1616 году к списку допустимых ингредиентов были добавлены тмин, ягоды можжевельника и соль (что позволило ввозить в Баварию «солёное пиво» из Гослара).

### Текст закона
Item wir ordnen, setzen und wollen mit Rathe unnser Lanndtschaft das füran allenthalben in dem Fürstenthumb Bayrn auff dem Lande auch in unnsern Stettn vie Märckthen da desáhalb hieuor kain sonndere ordnung gilt von Michaelis bis auff Georij ain mass über ainen pfennig müncher werung un von Sant Jorgentag biß auf Michaelis die mass über zwen pfennig derselben werung und derenden der kopff ist über drey haller bey nachgeferter Pene nicht gegeben noch außgeschenckht sol werden. Wo auch ainer nit Merrzn sonder annder pier prawen oder sonst haben würde sol erd och das kains weg häher dann die maß umb ainen pfennig schenken und verkauffen. Wir wollen auch sonderlichhen dass füran allenthalben in unsern stetten märckthen un auf dem lannde zu kainem pier merer stüchh dan allain gersten, hopfen un wasser genommen un gepraucht solle werdn. Welcher aber dise unsere Ordnung wissendlich überfaren unnd nie hallten wurde den sol von seiner gerichtsobrigkait dasselbig vas pier zustraff unnachläßlich so offt es geschieht genommen werden. jedoch wo ain brüwirt von ainem pierprewen in unnsern stettn märckten oder aufm lande jezuzeutn ainen Emer piers zwen oder drey kauffen und wider unnter den gemaynen pawrfuolck ausschenken würde dem selben allain aber sonstnyemandes soldyemaßs oder der kopfpiers umb ainen haller häher dann oben gesetzt ist zugeben un ausschenken erlaube unnd unuerpotn.
Gegeben von Wilhelm IV. Herzog in Bayern am Georgitag zu Ingolstadt Anno 1516

Мы определяем, заявляем и желаем вместе с советом нашей земли, чтобы с этих пор и по всей земле герцогства Бавария, а также во всех городах и на торговых площадях, не имеющих специальных правил, от праздника св. Михаила (29 сентября) до праздника св. Георгия (23 апреля) Кварта или голова (чуть более литра) пива не продавалась бы более, чем за один пфенниг мюнхенской валюты, и от праздника св. Георгия (23 апреля) до праздника св. Михаила (29 сентября) кварта пива — не более чем за два пфеннига той же валюты, а голова — не более, чем за три геллера под страхом наказаний, перечисленных ниже. Если кто-то не варит мартовское пиво, а варит другое, или делает это как-то иначе, то он не должен продавать его более, чем за один пфенниг за кварту. Но, прежде всего, мы настаиваем, чтобы отныне и впредь ничего более не использовалось для любого пива кроме ячменя, хмеля и воды во всех наших городах, на рыночных площадях и по всей земле. Тот, кто умышленно нарушит Указ и не останется ему верным, должен быть лишен своего бочонка пива магистратом в качестве наказания. Но, если владелец постоялого двора покупает один, два или три бочонка пива на какой-либо пивоварне в наших городах, на рыночных площадях и по стране, а затем разливает его простому крестьянину, то ему (этому владельцу) и только ему позволяется и не запрещено продавать кварту или голову пива на один геллер больше того, что было указано выше.

## Трансформация закона в XX веке
Одним из условий вступления Баварии в Германскую империю было сохранение баварского закона о чистоте пива. В продолжение этой договорённости при упразднении королевства Бавария в 1918 году райнхайтсгебот был распространён на всю территорию Германии. При этом принц Оттон Баварский, став королём Греции, ввёл в этой стране аналогичный закон, который оставался в силе до конца 1980-х годов.
Все правила, касающиеся производства и продажи пива в Германии, до сих пор регулируются законом о налогах на пиво (Biersteuergesetz, сокращ. BierStG), изданным 9 июля 1923 года (с поправками 1952 года) и включившим в себя старинное баварское правило о чистоте пива. Изначально предполагалось, что под его требования будут попадать только определённые сорта пива, но его требования позже были распространены на любое пиво. Местные баварские требования были жестче, чем в остальных землях страны, что вызвало длительную коллизию в немецком праве, которая не была разрешена до начала 1960-х годов.
Поскольку современное немецкое законодательство подчинено общеевропейскому праву, наиболее строгие требования BierStG (в том числе правило о трёх ингредиентах плюс дрожжи) распространяются только на пиво, сваренное на территории Германии для потребления на её территории. В марте 1987 года по итогам процесса, инициированного французскими пивоварами, Европейский суд постановил, что Reinheitsgebot носит протекционистский характер и нарушает 30 статью Римского договора в той части, в какой он ограничивает оборот на территории Германии пива, сваренного за пределами Германии с использованием иных ингредиентов.
После объединения Германии в 1990 году юрисдикция законов ФРГ распространилась на Восточную Германию, в которой находилась старейшая пивоварня XIV века из Нойцелле. Минсельхоз объединенной Германии в 1993 году отказал в праве называть пивом традиционный для этой пивоварни сорт «Чёрный аббат» (Schwarzer Abt), ссылаясь на требования закона. Это повлекло за собой десятилетия судебных разбирательств, известных как Бранденбургская пивная война. Лишь в 2005 году «Чёрному аббату» было вновь разрешено именоваться пивом.

## Упоминания в песнях
- В песне «Мир человечков» группы «Мумий Тролль» в припеве несколько раз повторяется Reinheitsgebot.
- Одна из песен российской фолк-рок группы «Тролль гнёт ель» называется «Райнхайнтсгебот 1516».
- Немецкая группа Tankard посвятила свой второй альбом «Chemical Invasion» отмене Райнхайнтсгебота в 1987 году.